# Distretto di Gurvansajhan
Il distretto di Gurvansajhan è uno dei quindici distretti (sum) in cui è suddivisa la provincia del Dundgov', in Mongolia. Conta una popolazione di 2.578 abitanti (censimento 2007). 